# ستيفن شوت
ستيفن شوت (بالإنجليزية: Stephen Schott)‏ هو شخصية أعمال أمريكي، ولد في 1939.